# Gerontofilia

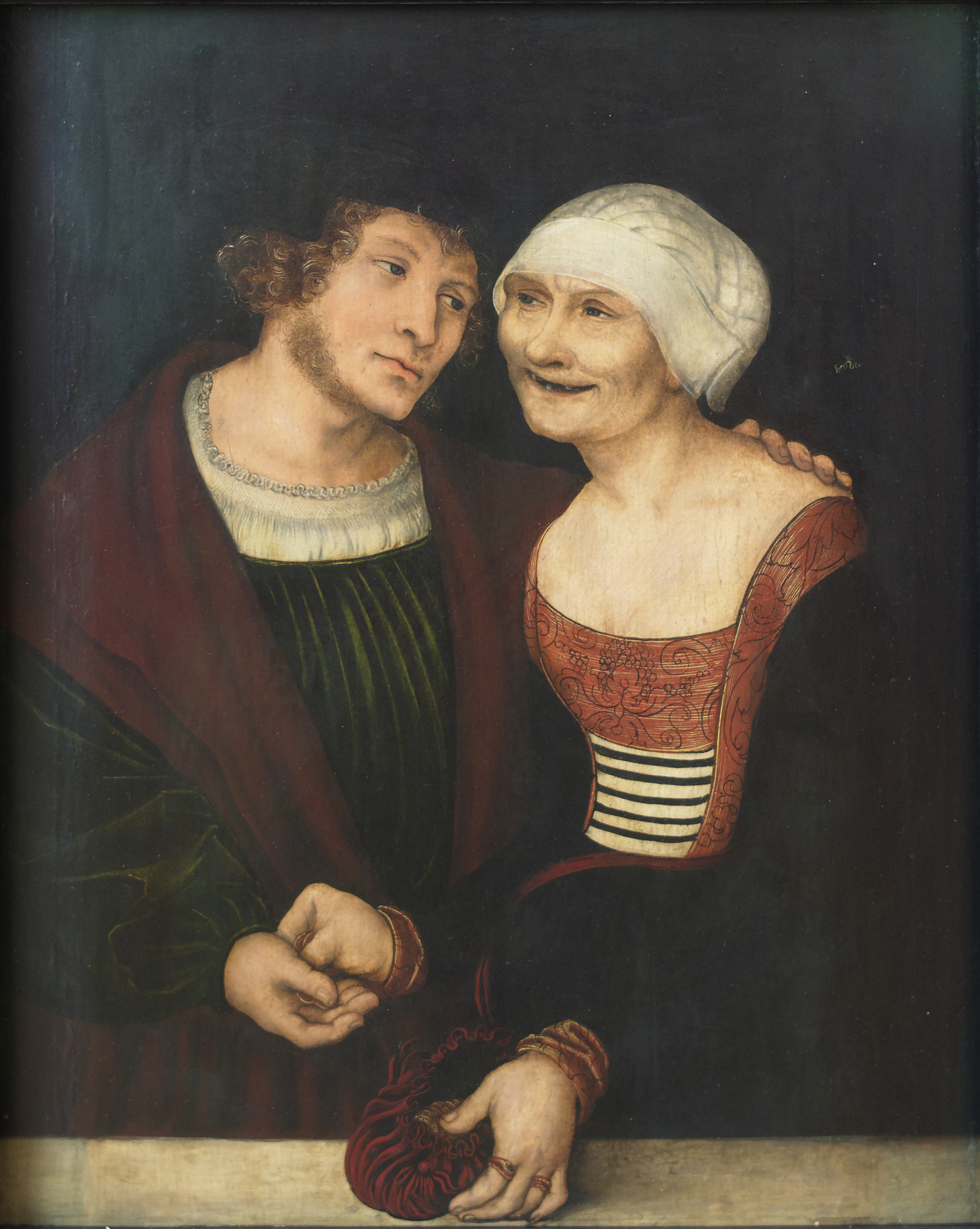
Representación de una pareja con diferencia de edad en una obra de Lucas Cranach el Viejo.

La gerontofilia (del griego: geron, anciano; y philie, amor) consiste en la atracción sexual hacia personas ancianas, la búsqueda de una pareja sexual mucho mayor de edad cronológica con intenciones sádicas. Describe una inclinación sexual específica y exclusiva hacia las personas ancianas .
Se compone de dos variantesː
- Alfamegamiaː atracción por un hombre extremadamente mayor.
- Matronolagniaː atracción por una mujer extremadamente mayor.

En un estudio que investigó el patrón de los delitos sexuales en el One Stop Crisis Center (OSCC) del Departamento de Accidentes y Emergencias del Hospital Universitario Sains Malaysia,  1,6% de los casos de ataque sexual se trataba de  gerontofilia.
Es considerada una parafilia. Para ser considerada una parafilia lo importante es la especificidad de que esa persona no se siente sexualmente atraída si no se trata de un anciano o una anciana.